# Michaił Olgski
Michaił Leonidowicz Olgski, ros. Михаил Леонидович Ольгский (ur. w 1910 r. lub 1912 r. w Ołońcu, zm. w 1998 r. w Bonn) – rosyjski działacz emigracyjny, współpracownik polskiego i rumuńskiego wywiadu, współpracownik Sonderstab "R" podczas II wojny światowej
W 1917 r. jego rodzina wyjechała z Rosji do Finlandii. Michaił L. Olgski zaangażował się w ruch skautowski. W 1930 r. wyjechał do Francji. Zamieszkał w Colombelles, gdzie ukończył studia elektrotechniczne. W 1934 r. zakładał miejscowy oddział Narodowego Związku Nowego Pokolenia (NTSNP), po czym stanął na jego czele. W 1938 r. uczestniczył w zjeździe organizacji w Paryżu. Na pocz. 1939 r. przyjechał do Polski, gdzie był szkolony w ośrodku wywiadowczym II Oddziału Sztabu Generalnego Wojska Polskiego. Otrzymał pseudonim "Bolesław Winiarski". Po ataku wojsk niemieckich na Polskę 1 września 1939 r., ewakuował się do Rumunii. W ośrodku wywiadowczym w Bukareszcie szkolił działaczy NTSNP. W 1942 r. przybył do Niemiec. Przedostał się nielegalnie na okupowane tereny ZSRR. Został współpracownikiem Sonderstab "R" w Mińsku, a następnie w Słucku. W 1944 r. ewakuował się do Niemiec. Po zakończeniu wojny zamieszkał w zachodnich Niemczech. Kontynuował działalność w NTS. Był historykiem amatorem. Założył prywatne archiwum do spraw historii wojny sowiecko-fińskiej. W 1960 r. wszedł w skład Biura Wykonawczego NTS.